# Cyardium
Cyardium – rodzaj chrząszczy z rodziny kózkowatych i podrodziny zgrzypikowych. 

## Zasięg występowania
Przedstawiciele tego rodzaju występują na Półwyspie Malajskim, Sumatrze, Jawie, Borneo oraz Filipinach.

## Systematyka
Do Cyardium należy 7 gatunków:
- Cyardium castelnaudii
- Cyardium cribrosum
- Cyardium granulatum
- Cyardium malaccense
- Cyardium obscurum
- Cyardium truncatum
- Cyardium variegatum